# Piotr Jaskóła

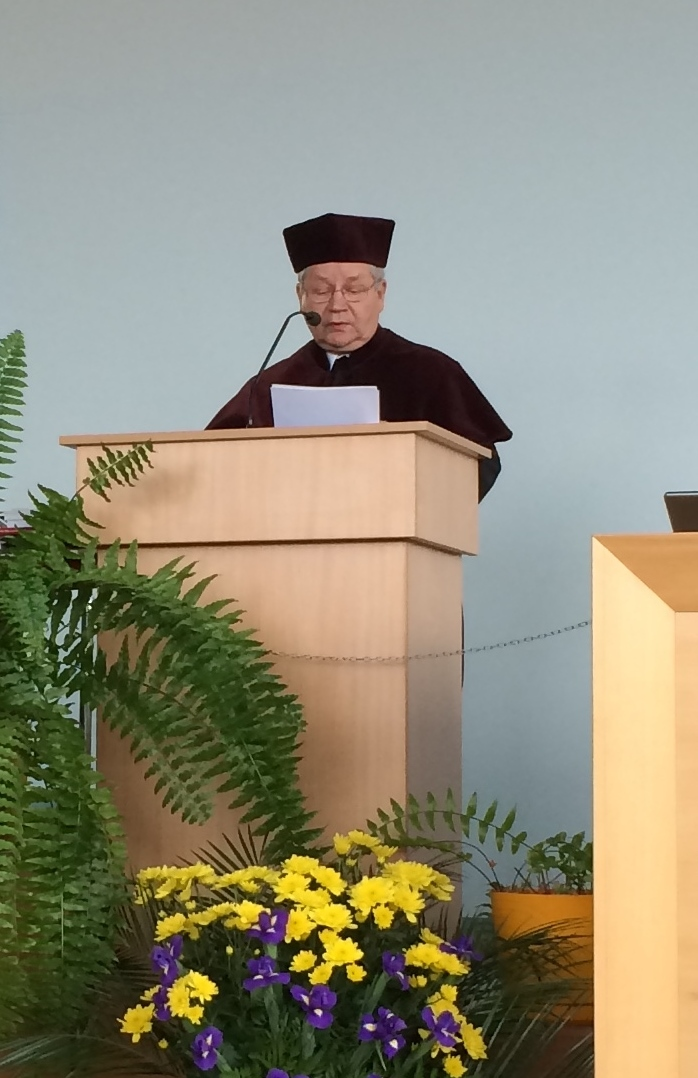
Piotr Jaskóła, 2014

Piotr Jaskóła (Aussprache: IPA [jaskuwa]; in Deutschland oft verdeutschend Peter Jaskola genannt; * 22. Mai 1952 in Jemielnica) ist polnischer römisch-katholischer Priester und Professor der Theologie an der Universität Opole.
Jaskółas Spezialgebiete sind Ökumene, Dogmatik und Evangelische Theologie. Er ist außerdem Direktor des Instituts für Ökumenische und Integrationsforschung an der Universität Opole sowie Mitglied des Ausschusses der Theologischen Wissenschaften der Polnischen Akademie der Wissenschaften in Warschau. Im Jahr 2019 wurde er Mitglied des Wissenschaftlichen Rates der polnischen wissenschaftlichen Zeitschrift für Ökumene Studia i Dokumenty Ekumeniczne.

## Leben
Piotr Jaskóła stammt aus einer einfachen deutschen Familie mit polnischem Familiennamen. Sein Vater war Fabrikarbeiter und seine Mutter Hausfrau. Nach acht Jahren Grundschule besuchte der das Gymnasium und schloss es mit dem Abitur ab. Nach seinem sechsjährigen Studium der Philosophie und der Theologie in Neiße empfing er die Priesterweihe.
Nach einem Jahr als Vikar in Ratibor entsandte ihn der Bischof des Bistums Opole Franciszek Jop zu einem Fachstudium im Bereich der ökumenischen Theologie an der Katholischen Universität Lublin, welches er mit Promotion zum Thema „Christologie von John A. T. Robinson“ abschloss.
Nach einem Jahr als Pfarrer in einer Pfarrei in der Nähe von Gleiwitz ging als junger wissenschaftlicher Mitarbeiter nach Lublin, um im ersten in Polen entstandenen ökumenischen Institut Direktor Bischof Alfons Nossol bis zum Jahr 2000 als Assistent zu dienen. Gleichzeitig hielt er in den Priesterseminaren Oppeln und Neiße regelmäßig Vorlesungen. Im Jahr 1995 schloss er seine Habilitation mit der Schrift „Heiliger Geist in den Schriften von Johannes Calvin“ ab. Als in Oppeln eine Universität mit theologischer Fakultät gegründet wurde, zog er dorthin und ist bis heute an der Universität Opole tätig.
Die Sammlung von Jaskółas Studien zu Johannes Calvin und zu den Wirkungen von dessen Theologie wurde von der Polnischen Akademie der Wissenschaften zum „Buch des Jahres 2017“ im Bereich der Theologie erklärt.

## Publikationen
- Auf dem Weg zur Einheit (mit Stanisław Celestyn Napiórkowski und Józef Stanisław Koza, 1983, polnisch)
- Gott hat für uns. Ökumenische Dogmatikstudie mit Christology John Arthur Thomas Robinson (1986, polnisch)
- Spiritus Effektor. John Calvins Lehre über die Rolle des Heiligen Geistes in das Geheimnis des Heils. Studium der Dogmatik und Ökumene (1994, polnisch)
- Elemente Protologie (1998, polnisch)
- Herr ist der Geist. Die Hauptrichtungen der reformierten Pneumatologie (2000, polnisch)
- Ökumenische Fragen (2001, polnisch)
- Schöpfer Gottes Werk (2002, polnisch)
- Der Gott der Christen (2006, polnisch)

## Sonstiges
Seit Sommer 1993 vertritt Piotr Jaskóła jährlich den Pfarrer der Katholischen Kirchengemeinde St. Ägidius Obertiefenbach und St. Marien Niedertiefenbach für einige Wochen. Besonders eng ist er mit dem dortigen Katholischen Männerwerk, der Heimatstube Beselich-Obertiefenbach sowie dem Kirchenchor verbunden.